# Asturià
|  | Aquest article tracta sobre la llengua romànica. Vegeu-ne altres significats a «Asturià (desambiguació)». |

L'asturià (asturianu en asturià, també rep el nom de bable, nom que avui en dia es considera pejoratiu i que no representa la llengua) és la denominació (glotònim) que rep l'asturlleonès al Principat d'Astúries.
Existeixen tres varietats predominants d'asturià a Astúries: l'oriental, la central i l'occidental, que és la varietat majoritària a Lleó i Zamora (on es coneix com a lleonès). L'estàndard de l'asturià es basa en el dialecte central. A Cantàbria l'asturià es coneix tradicionalment com a montañés o càntabre.
L'asturià està reglat per l'Academia de la Llingua Asturiana, que en defineix la gramàtica, una ortografia i n'edita un diccionari.